# NPD Group
NPD Group, Inc. (tidligere National Purchase Diary) er en ledende, global markedsudforskningsvirksomhed, som blev grundlagt i 1967. Den udgiver forbruger- og detaljehandelsinformation til producenter. Virksomhedens hovedkvarter ligger i Port Washington, New York City med kontorer i USA, Storbritannien og EU. Virksomhedens administrerende direktør er Tod Johnson.

## Ekstern henvisning
- Officiel hjemmeside

| Firma | Spire Denne artikel om et firma eller en virksomhed i USA er en spire som bør udbygges. Du er velkommen til at hjælpe Wikipedia ved at udvide den. |